# Vicenç Navarro i López
Vicenç Navarro i López (Gironella, 1 de novembre de 1937) és un politòleg i sociòleg català, catedràtic de Ciències Socials a la Universitat Pompeu Fabra i doctor honoris causa per la Universitat de Lleida.

## Biografia
Fill de mestres republicans represaliats per la dictadura franquista, Vicenç Navarro va néixer a Gironella, a la comarca del Berguedà, l'any 1937, però es va criar al barri barceloní de la Sagrera. Es va llicenciar en Medicina i Cirurgia per la Universitat de Barcelona l'any 1962, però a causa de l'activitat clandestina contra el règim feixista es va haver d'exiliar. Va passar, aleshores, per les universitats sueques d'Uppsala i Estocolm, on va estudiar Economia Política. Va continuar els seus estudis al Regne Unit, a la London School of Economics, a la d'Oxford i a la d'Edimburg. Hi va estudiar Polítiques Publiques i Socials. Tres anys després, el 1965, va anar a la Universitat Johns Hopkins, on es va doctorar l'any 1967 i exercí la docència durant trenta-cinc anys.
A banda de la seua activitat acadèmica, ha estat assessor de diferents governs d'arreu del món, com el de la Cuba socialista i el de la Unidad Popular de Salvador Allende, així com del govern de Bill Clinton i el Congrés dels Estats Units referent a les reformes dels seus sistemes de salut. També ha assessorat les Nacions Unides i l'Organització Mundial de la Salut.
A més de continuar la seua tasca a la Universitat Johns Hopkins com a professor de Polítiques Públiques, és catedràtic de Ciències Polítiques i Socials a la Universitat Pompeu Fabra i dirigeix l'Observatori Social d'Espanya, una xarxa d'acadèmics i investigadors de diverses universitats que són experts en diverses àrees de l'estat del benestar.
| « | L'estat del benestar apodera la classe treballadora. A mesura que va adquirint més drets, en demana més: si no tens treball, lluites per tenir-lo. Quan ja el tens, lluites per un bon treball. Després vols tenir el control de les condicions de treball i finalment vols controlar el lloc de treball i l'empresa on treballes, sigui una fàbrica, una empresa de serveis o el que sigui. | » |

Ha escrit uns vint-i-cinc llibres que han estat traduïts al castellà, el francès, l'alemany, el suec, el japonès i el xinès, i més de quatre-cents articles científics. És també rector emèrit de la Universitat Progressista d'Estiu de Catalunya. En les eleccions al Parlament de Catalunya de 2015, es presentà tancant la llista de Catalunya Sí que es Pot a la circumscripció de Barcelona. El 2017 va ser escollit membre de la comissió executiva de Catalunya en Comú.
L'abril de 2023 es va fer públic un article que revelava que el 2021 fou apartat de la UPF per una denúncia per assetjament laboral i abús de poder. Vicenç Navarro nega la veracitat d'aquestes acusacions i denuncia una investigació esbiaixada sense oportunitat de rèplica.

## Obra publicada
- Dangerous to your health. Capitalism in health care, Monthly Review Press, (1993)
- The politics of Health Policy. The US reforms, 1980-1994, Blackwell, (1994)
- Neoliberalismo y Estado del Bienestar. Madrid, Ariel Económica, 3a edició ampliada, (2000)
- Globalización Económica, Poder Político y Estado del Bienestar. Madrid, Ariel Económica, (2000)
- Bienestar Insuficiente, Democracia Incompleta. De lo que no se habla en nuestro país. XXX Premi Anagrama d'Assaig, Barcelona, Anagrama, (2002)
- The Political Economy of Social Inequalities. Consequences for Health and Quality of Life, (2002)
- El estado de Bienestar en España, (2003)
- L'estat del Benestar a Catalunya, (2003)
- Political and Economic Determinants of Population Health and Well-Being, Baywood (amb Carles Muntaner, 2004)
- The Political and Social Context of Health, Baywood, (2004)
- El subdesarrollo social de España: causas y consecuencias, Barcelona, Anagrama, (2006)
- Hay alternativas (amb Juan Torres López i Alberto Garzón, Editorial Sequitur & Attac España, 2011)[8]

- Lo que España necesita. Una réplica con propuestas alternativas a la política de recortes del PP (amb Juan Torres i Alberto Garzón, Editorial Deusto, 2012)
- Los amos del mundo. Las armas del terrorismo financiero (amb Juan Torres López, Editorial Espasa, 2012)
- Lo que debes saber para que no te roben la pensión (amb Juan Torres López, Editorial Espasa, 2013)
- The financial and economic crises and their impact on health and social well-being. Baywood Publishing Company (2014)
- Ataque a la democracia y al bienestar. Crítica al pensamiento económico dominante (Anagrama (2015)